# مضايقة النساء

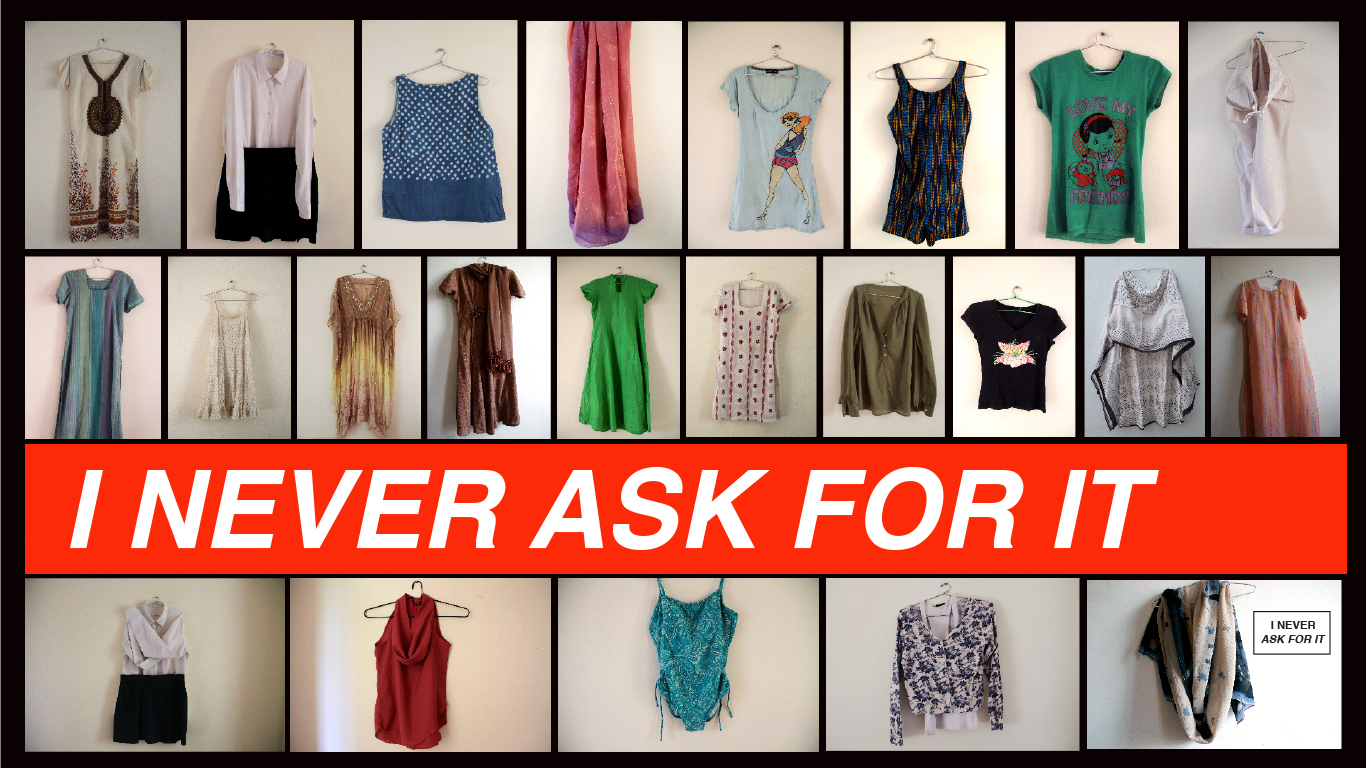

إنَّ مضايقة النساء هي تعبير عن المغازلة يُستخدم في جميع أنحاء دول جنوب آسيا (نذكر منها على سبيل المثال لا الحصر: الهند وباكستان وبنغلاديش ونيبال) للتحرش الجنسي بشكل عام أو الاعتداء الجنسي على النساء من قبل الرجال. وقد اُعتبرت مشكلة تتعلق بالانحراف في سن الشباب، وهي شكل من أشكال الاعتداء الجنسي الذي يتراوح بدءًا من الحركات ذات الدلالات الجنسية وحتى اللمس. اقترحت اللجنة الهندية الوطنية للمرأة أن يتم استبدال التعبير بمصطلح أكثر ملاءمة لأنه يشير في اللغة الإنجليزية الهندية إلى الطبيعة المغرية للنساء مما يلقي المسؤولية على المرأة كنوع من أسباب الإثارة.
وكما هو الحال مع معظم أشكال التحرش فمن الصعب إثبات التحرش الجنسي لأن الجناة غالبًا ما يبتكرون طرقًا سريّة لمضايقة النساء على الرغم من أن أفعال المضايقة عادةً ما تحدث في الأماكن العامة وفي الشوارع وفي وسائل النقل العام. تحذر بعض الكتب الإرشادية لبعض المناطق السياح الإناث لتجنب جذب انتباه الرجال عن طريق ارتداء ملابس محافظة. ومع ذلك فقد تم الإبلاغ عن بعض المضايقات من قبل النساء الهنديات والنساء الأجنبيات اللواتي يرتدين الزيّ المحافظ.

## التاريخ
حظيت المشكلة باهتمام الجمهور والإعلام للمرة الأولى في السبعينيات. ثم بدأت أعداد متزايدة من النساء في الالتحاق بالجامعات والعمل بشكل مستقل في العقود التالية، مما يعني أنهنَّ لم يكنَّ مصحوبات بمرافقة ذكور في كثير من الأحيان كما كان الحال في المجتمع التقليدي. تطورت المشكلة نتيجة لذلك إلى مرحلة مثيرة للقلق على الرغم من أنَّ هذه المشكلة ليست موجودة في الثقافات الأخرى حيث تخرج المرأة وتعمل كما تشاء. وسرعان ما اضطرت الحكومة الهندية إلى اتخاذ تدابير علاجية قضائية أو فرض تطبيق القانون للحد من هذه الممارسة. وقد بُذلت جهود لتوعية الشرطة بخطر المشكلة، وبدأت الشرطة بالبحث عن أفعال مضايقة النساء التي تحدث في الشوارع. وكانت فكرة نشر ضابطات شرطة يرتدين ملابس مدنية فعالة بشكل خاص. وكان من التدابير الأخرى التي اتخذتها الشرطة في مختلف الدول هي إنشاء خطوط اتصالات مخصصة لمساعدة للنساء ومجموعات شرطة خاصة في مختلف المدن ومراكز الشرطة التي تعمل فيها النساء.
كما لوحظت زيادة كبيرة في عدد النساء اللواتي تقدمن بإبلاغ عن حالات التحرش الجنسي خلال هذه الفترة بسبب تغير الرأي العام ورفضه لهذه الممارسة. وزادت حدة هذه الحوادث أيضًا مما أدى في بعض الحالات إلى استعمال الأحماض وأُجبرت بعض الولايات مثل ولاية تامل نادو في الهند على اعتبار ذلك جريمة غير مسموح بها إطلاق سراح المعتقل بكفالة. كما زاد عدد المنظمات النسائية وزاد عدد الذين يعملون للدفاع عن حقوق المرأة وزادت أيضًا خلال هذه الفترة حالات حرق العرائس. إنَّ الزيادة في عدد حوادث العنف التي وقعت على المرأة تعني وجوب تدعيم المواقف التي تهتم بحقوق المرأة بموجب القانون. لعبت بعض المنظمات دورًا أساسيًا في المطالبة بإقرار تشريع يهدف إلى حماية النساء من السلوك العدواني للغرباء.
أدى وفاة الطالبة ساريكا شاه في مدينة تشيناي عام 1998 إلى إقرار بعض القوانين الصارمة لمواجهة هذه المشكلة في جنوب الهند. اعتدت طالبات من جامعة مهراجا ساياجيراو (MSU) في فادودارا في شباط عام 2009 على أربعة شبان بالقرب من كلية العلوم الأسرية والاجتماعية بعد أن تفوه الشبان بتعليقات بذيئة على إحدى الطالبات.
لا يتم الإبلاغ عن الكثير من الحالات الأخرى خوفًا من الانتقام أو الاتهام بالعار في المجتمع. تسمح الشرطة للجناة بالرحيل في بعض الحالات بعد تطبيق عقوبات مذلّة بشكل علني. أمرت محكمة في دلهي في عام 2008 على شاب يبلغ من العمر 19 سنة تم القبض عليه وهو يتفوه بتعليقات بذيئة على النساء في الشارع بأن يوزع 500 منشور على المراهقين خارج المدارس والكليات حيث توضح المنشورات آثار السلوك غير اللائق.

## التعويض القانوني
على الرغم من أنَّ القانون الهندي لا يستخدم مصطلح مضايقة النساء كان الضحايا يلجؤون عادةً إلى القسم 294 من قانون العقوبات الهندي الذي يحكم على أي رجل وُجد مذنبًا من خلال جعل أي فتاة أو امرأة هدفًا للإيماءات أو الملاحظات أو الأغاني أو الكلمات الفاحشة بالسجن لمدة أقصاها ثلاثة أشهر. تنص المادة 292 من القانون الجنائي الدولي بوضوح على أنَّ عرض صور أو كتب أو رسوم إباحية أو بذيئة على امرأة أو فتاة يؤدي إلى غرامة قدرها 2000 روبية هندية (28 دولارًا أمريكيًا) مع السجن لمدة عامين للجناة في المرة الأولى. وفي حالة ارتكاب الجريمة بشكل متكرر قد يعاقب الجاني بغرامة قدرها 5000 روبية هندية (70 دولاراً) مع فرض عقوبة السجن لمدة خمس سنوات. تؤدي أية إيماءات بذيئة أو تعليقات سلبية موجهة إلى أي امرأة أو فتاة أو إظهار أي شيء ينتهك خصوصية المرأة بموجب المادة 509 من القانون الجنائي الدولي إلى فرض عقوبة السجن لمدة سنة واحدة أو غرامة أو كليهما. وأدخلت بعض تعديلات القانون الجنائي لعام 2013 تغييرات على قانون العقوبات الهندي مما جعل التحرش الجنسي مخالفة صريحة بموجب المادة 354A ويعاقب عليها بالسجن لمدة تصل إلى ثلاث سنوات مع دفع غرامة، كما أدخلت التعديلات أقسامًا جديدة تعتبر بعض الأفعال إجبار المرأة على التعري دون موافقتها أو مطاردتها أو الأفعال الجنسية جريمة. كما اعتبر الهجوم باستخدام الحمض جريمة محددة عقوبتها السجن لمدة لا تقل عن 10 سنوات ويمكن أن تمتد إلى السجن مدى الحياة مع دفع غرامة.
اقترحت اللجنة الوطنية للمرأة (NCW) تشريعًا جديدًا في عام 1988. أقرَّ البرلمان الهندي قانون التحرش الجنسي بالمرأة في مكان العمل (المنع والحظر والتدابير) في عام 2013 والذي أضاف حماية للنساء العاملات في معظم أماكن العمل. دخل هذا القانون حيز التنفيذ في 9 كانون الأول عام 2013.